# Muzeul Satului Brănean
Muzeul Satului Brănean, este înființat în anul 1962, în parcul de lângă castelul Bran și este subordonat  Muzeului Vămii Medievale. 

Ansamblul cuprinde 18 gospodării și locuințe, anexe gospodărești, construcții economice și instalații de prelucrarea lemnului și a țesăturilor de lână, acționate hidraulic.